# Kris Bright
Pour les articles homonymes, voir Bright.
Kris Bright, né le 5 septembre 1986 à Auckland en Nouvelle-Zélande, est un footballeur international néo-zélandais qui évolue au poste d'attaquant.
Son père, Dave, ancien international néo-zélandais, a participé à la Coupe du monde de 1982.

## Biographie

### En club
Kris Bright inscrit 29 buts au sein du championnat néo-zélandais lors de la saison 2004-2005 avec le club de Waitakere United. L'équipe se classe dans le même temps deuxième du championnat.
Avec le club finlandais de l'IFK Mariehamn, il joue deux matchs en Ligue des champions, et inscrit 9 buts au sein du championnat de Finlande lors de la saison 2013. Il inscrit notamment un doublé contre l'équipe de Kuopion Palloseura le 19 juin 2013 (victoire 4-2).

### En équipe nationale
Kris Bright reçoit cinq sélections en équipe de Nouvelle-Zélande entre 2008 et 2013.
Il participe avec cette équipe à la Coupe d'Océanie 2008 et à la Coupe des confédérations 2009. Il remporte la Coupe d'Océanie avec la Nouvelle-Zélande. Lors de la Coupe des confédérations, il joue un match contre l'Espagne, alors championne d'Europe en titre.
Le 28 mars 2009, il inscrit un but lors d'un match amical face à la Thaïlande (défaite 3-1).

## Palmarès
- Vainqueur de la Coupe d'Océanie en 2008 avec l'équipe de Nouvelle-Zélande
- Championnat d'Irlande du Nord : 2017